# Zibane Ngozi
Zibane Ngozi (ur. 31 października 1992) – botswański lekkoatleta specjalizujący się w biegach sprinterskich.
Złoty medalista igrzysk afrykańskich w sztafecie 4 × 400 metrów (2018). W 2021 zdobył brązowy medal igrzysk olimpijskich w Tokio w biegu rozstawnym 4 × 400 metrów. Uzyskany przez Botswańczyków czas (2:57,27) jest aktualnym rekordem Afryki na tym dystansie. Srebrny medalista igrzysk Wspólnoty Narodów w Birmingham w tej konkurencji.
Rekord życiowy w biegu na 400 metrów: 45,13 (26 maja 2023, Gaborone).

## Osiągnięcia
| Rok  | Impreza                    | Miejsce    | Konkurencja        | Pozycja    | Wynik   |
| ---- | -------------------------- | ---------- | ------------------ | ---------- | ------- |
| 2019 | Igrzyska afrykańskie       | Rabat      | sztafeta 4 × 400 m | 1. miejsce | 3:02,55 |
| 2019 | Mistrzostwa świata         | Doha       | sztafeta 4 × 400 m | eliminacje | DQ      |
| 2021 | Igrzyska olimpijskie       | Tokio      | sztafeta 4 × 400 m | 3. miejsce | 2:57,27 |
| 2022 | Mistrzostwa świata         | Eugene     | sztafeta 4 × 400 m | 6. miejsce | 3:00,14 |
| 2022 | Igrzyska Wspólnoty Narodów | Birmingham | bieg na 400 m      | półfinał   | 47,06   |
| 2022 | Igrzyska Wspólnoty Narodów | Birmingham | sztafeta 4 × 400 m | 2. miejsce | 3:01,85 |
| 2023 | Mistrzostwa świata         | Budapeszt  | sztafeta 4 × 400 m | –          | DQ      |